# دانييل كارنيفالي
دانييل كارنيفالي (بالإسبانية: Daniel Carnevali)‏ مواليد 4 ديسمبر 1946 في روساريو، هو لاعب كرة قدم أرجنتيني سابق كان يلعب كحارس مرمى. سبق له أن لعب في كأس العالم لكرة القدم مع منتخب بلاده.

## المسيرة الاحترافية

### أندية لعب لها
- روزاريو سنترال
- أتلتيكو أتلانتا
- تشاكاريتا جيونيورز
- نادي لاس بالماس
- أتلتيكو جونيور
- نادي أتليتيكو كولون

## روابط خارجية
- دانييل كارنيفالي على موقع الاتحاد الدولي (مؤرشف)  (الإنجليزية)
- دانييل كارنيفالي على موقع قاعدة بيانات كرة القدم.إي يو (الإنجليزية)
- دانييل كارنيفالي على موقع ناشيونال فوتبول تيمز (الإنجليزية)
- دانييل كارنيفالي على موقع عالم كرة القدم.نت (الإنجليزية)